# Blood Sugar
Blood Sugar è un singolo del gruppo musicale australiano Pendulum, pubblicato il 18 giugno 2007 come unico estratto dalla riedizione del primo album in studio Hold Your Colour.

## Descrizione
Insieme alla b-side Axle Grinder, Blood Sugar è stato inserito nella riedizione di Hold Your Colour pubblicata nel 2007, rimpiazzando il brano Another Planet.
Il brano è stato in seguito remixato in chiave hardstyle dai Knife Party ed inserito nell'album di remix The Reworks del 2018.

## Tracce
1. Blood Sugar – 5:15 (musica: Rob Swire, Gareth McGrillen, Matt White)
2. Axle Grinder – 4:09 (musica: Rob Swire)

## Classifiche
| Classifica (2007) | Posizione massima |
| ----------------- | ----------------- |
| Regno Unito       | 62                |